# Ермолино (Фировский район)
Ермо́лино — деревня в Фировском районе Тверской области. Входит в состав Рождественского сельского поселения.

## География
Деревня находится на расстоянии 16 км к северо-востоку от посёлка городского типа Фирово, административного центра района.

### Часовой пояс
Деревня Ермолино, как и вся Тверская область, находится в часовой зоне МСК (московское время). Смещение применяемого времени относительно UTC составляет +3:00.

## История
Входила в состав Рождественской волости Валдайского уезда. По данным 1909 года, в деревне насчитывалось 5 дворов и 40 жителей.

## Население
| 2010 |
| ---- |
| 0    |